# Жабе
Жабе, безрепци или безрепи водоземци (лат. Anura) су ред водоземаца, а разликују се од других водоземаца по томе што немају реп. Тело им је такође другачије (округло, глава напред).
Задње ноге су им знатно дуже од предњих, на којим се налази 4 или 5 прстију, између прстију се налазе тзв. пловне кожице које омогућавају кретање у води. Задње ноге су прилагођене за тзв. катапултарни скок. Највећи број жаба полаже хиљаде јаја у води, где ларве зване пуноглавци заврше ларвени период и метаморфозу. Хране се мушицама, комарцима итд. Такође постоје отровне жабе које су „обојене“ живим бојама. Отров може усмртити мањег грабљивца ако је поједе, а неке жабе садрже толико отрова да чак могу усмртити човека. Индијанци се служе њиховим отровом за копља и стрелице.

## Жлезде
Жлезде у кожи жабе налазе се у епидермалном слоју који се зове усмина. Усмина је испуњена везивним ткивом, а у њој се налазе пигментне ћелије (хроматофори), мишићна влакна и жлезде. Две врсте жлезда се налазе код правих жаба, а то су слузне (мукозне) и ледене жлезде. Хроматофори садрже пигментна зрнца различитих боја: жуте, црвене, смеђе.

## Дисање
Одрасле јединке немају унутрашње ни спољашње шкрге. Оне се налазе искључиво у постембрионалном развоју, у стадијуму пуноглавца, на спољној страни животиње, као привесци, а служе као снабдевање крви кисеоником. Одрасле жабе дишу преко коже, јер су им плућа слабо развијена.